# Farcașa
Farcașa è un comune della Romania di 3 251 abitanti, ubicato nel distretto di Neamț, nella regione storica della Moldavia. 
Il comune è formato dall'unione di 5 villaggi: Bușmei, Farcașa, Frumosu, Popești, Stejaru.